# Campeonato Brasileño de Fútbol Serie A 2024
El Campeonato Brasileño de Serie A 2024 (denominada Brasileirão Betano por motivos de patrocinio) fue la 69.ª edición de la máxima competición profesional de fútbol en Brasil y la 21.ª edición en doble round-robin desde su creación en 2003. Comenzó el 13 de abril y finalizó el 8 de diciembre de 2024.
La competición tuvo el mismo reglamento que en temporadas anteriores, cuando se implementó el sistema de puntos. Por primera vez en la historia, la competición contó con un partido inaugural similar a la Major League Soccer de Estados Unidos. No hubo receso para la Copa América 2024, que se disputó entre el 20 de junio y el 14 de julio, en Estados Unidos, ni para los Juegos Olímpicos de París 2024, en Francia, que se llevaron a cabo entre el 26 de julio y el 11 de agosto.
Por segunda vez consecutiva, el campeón defensor fue el club Palmeiras y Botafogo se consagró como el campeón del torneo en la última jornada de este mismo, siendo este el tercer título de Brasileirão en su historia.
Introducido en 2019, el VAR estuvo disponible en los 380 partidos del campeonato, y sus costos de tecnología e infraestructura corrieron a cargo de la CBF. A partir de esta edición, los árbitros empezaron a comunicarse con todo el estadio vía audio y vídeo tras revisar las jugadas.
Un total de 20 equipos participaron en la competición, incluyendo 16 equipos de la temporada anterior y 4 provenientes del Brasileirão Serie B 2023.
Como en la temporada anterior, los equipos pudieron poner por partido hasta siete jugadores extranjeros y no existe límite para extranjeros en el plantel. Un futbolista nacionalizado brasileño también tiene el cupo de extranjero.
La competición transcurría de manera normal, pero debido a las inundaciones por fuertes lluvias en Río Grande del Sur el calendario de los equipos de ese estado, Grêmio, Internacional y Juventude, se vio afectado. Previo a la jornada 7, la mayoría de los clubes participantes solicitaron que se detuviera el campeonato en solidaridad con la gente de Río Grande del Sur. El 21 de mayo de 2024, la CBF comunicó que la petición fue aceptada y el campeonato fue suspendido temporalmente, teniendo como fecha de reanudación el 1 de junio.

## Sistema
La competición consta de un grupo único integrado por veinte clubes de toda la geografía brasileña. Siguiendo un sistema de liga, los veinte equipos se enfrentan todos contra todos en dos ocasiones, una en campo propio y otra en campo contrario, sumando un total de 38 jornadas. El orden de los encuentros se decide por sorteo antes de empezar la competición y la clasificación final se establece teniendo en cuenta los puntos obtenidos en cada enfrentamiento, a razón de tres por partido ganado, uno por empate y ninguno en caso de derrota.
- Si al finalizar el campeonato dos equipos igualan a puntos, los mecanismos para desempatar la clasificación son los siguientes:

1. Mayor número de victorias teniendo en cuenta todos los encuentros del campeonato.
2. Mayor diferencia de goles a favor y en contra en todos los encuentros del campeonato.
3. Mayor número de goles a favor teniendo en cuenta todos los encuentros del campeonato.
4. Mayor diferencia entre goles a favor y en contra en los enfrentamientos entre ambos.
5. Menor número de tarjetas rojas teniendo en cuenta todos los encuentros del campeonato.
6. Menor número de tarjetas amarillas teniendo en cuenta todos los encuentros del campeonato.
7. Sorteo.

### Clasificación para competiciones sudamericanas
Los seis mejores equipos y el campeón de la Copa de Brasil 2024 se clasificarán para la Copa Libertadores 2025. Los siguientes seis equipos mejores ubicados y no clasificados a la Copa Libertadores 2025 clasificarán a la Copa Sudamericana 2025 y los últimos cuatro descenderán a la Série B 2025.
No obstante, esta distribución se puede ver alterada si alguno de los equipos que han obtenido una plaza en alguna competición sudamericana a través de las competiciones nacionales hubiera obtenido una plaza diferente tras la consecución de algún título sudamericano en la misma temporada, o hubiera obtenido dos plazas distintas en competiciones nacionales (una a través de la Liga y otra a través de la Copa), provocando así las siguientes dos excepciones:
- Excepción de la Copa de Brasil: Si un equipo obtiene una plaza para la Fase de grupos de la Copa Libertadores por ganar la Copa de Brasil, pero finaliza la temporada entre los cuatro primeros clasificados de la Serie A, la plaza obtenida en Copa pasa al quinto clasificado, siendo el equipo clasificado en séptimo lugar quien acceda a la plaza de la Fase 2 de la Copa Libertadores y el decimotercero a la plaza de la Fase de grupos de la Copa Sudamericana.

- El campeón clasifica a la Supercopa de Brasil 2025.

## Relevos
Veinte equipos compiten en la liga: los 16 mejores equipos de la temporada anterior y los 4 equipos promovidos del Brasileirão Betano 2023.
Vitória se convirtió en el primer club en ascender el 12 de noviembre de 2023 después de una victoria por 1–2 contra el Novorizontino. Criciúma ascendió el 18 de noviembre de 2023, mientras que Juventude y Atlético Goianiense ascendieron el 25 de noviembre de 2023.
| Pos. | Descendidos a Brasileirão Betano 2024 |
| ---- | ------------------------------------- |
| 17.º | Santos                                |
| 18.º | Goiás                                 |
| 19.º | Coritiba                              |
| 20.º | América Mineiro                       |

| Pos. | Ascendidos de Brasileirão Betano 2023 |
| ---- | ------------------------------------- |
| 1.º  | Vitória                               |
| 2.º  | Juventude                             |
| 3.º  | Criciúma                              |
| 4.º  | Atlético Goianiense                   |

## Información
| Equipo               | Ciudad            | Entrenador         | Capitán             | Estadio                         | Capacidad | Proveedor      | Patrocinador      |
| -------------------- | ----------------- | ------------------ | ------------------- | ------------------------------- | --------- | -------------- | ----------------- |
| Atlético Goianiense  | Goiânia           | Umberto Louzer     | Ronaldo             | Estadio Antônio Accioly         | 12 500    | Dragão Premium | Blaze.com         |
| Atlético Mineiro     | Belo Horizonte    | Gabriel Milito     | Rodrigo Battaglia   | Arena MRV                       | 44 892    | Adidas         | Betano            |
| Athletico Paranaense | Curitiba          | Lucho González     | Thiago Heleno       | Ligga Arena                     | 42 372    | Umbro          | Esportes da Sorte |
| Bahia                | Salvador          | Rogério Ceni       | Éverton Ribeiro     | Arena Fonte Nova                | 47 907    | Esquadrão      | Esportes da Sorte |
| Botafogo             | Río de Janeiro    | Artur Jorge        | Fernando Marçal     | Olímpico Nilton Santos          | 44 661    | Reebok         | Parimatch         |
| Bragantino           | Bragança Paulista | Fernando Seabra    | Leonardo Rech Ortiz | Nabi Abi Chedid                 | 17 128    | New Balance    | Red Bull          |
| Corinthians          | São Paulo         | Ramon Diaz         | Fagner Conserva     | Neo Química Arena               | 47 605    | Nike           | Esportes da Sorte |
| Criciúma             | Criciúma          | Cláudio Tencati    | Rodrigo             | Heriberto Hülse                 | 19 225    | Volt Sport     | EstrelaBet        |
| Cruzeiro             | Belo Horizonte    | Fernando Diniz     | Rafael              | Mineirão                        | 61 927    | Adidas         | Betfair           |
| Cuiabá               | Cuiabá            | Bernardo Franco    | Walter              | Arena Pantanal                  | 44 000    | Umbro          | Drebor            |
| Flamengo             | Río de Janeiro    | Filipe Luís        | Gerson              | Maracaná                        | 78 838    | Adidas         | Pixbet            |
| Fluminense           | Río de Janeiro    | Mano Menezes       | Nino                | Maracaná                        | 78 838    | Umbro          | Betano            |
| Fortaleza            | Fortaleza         | Juan Pablo Vojvoda | Tinga               | Estadio Castelão                | 63 903    | Volt Sport     | Novibet           |
| Grêmio               | Porto Alegre      | Renato Gaúcho      | Pedro Geromel       | Arena do Grêmio                 | 55 225    | Umbro          | Banrisul          |
| Internacional        | Porto Alegre      | Roger Machado      | Alan Patrick        | José Pinheiro Borda "Beira Rio" | 50 128    | Adidas         | Banrisul          |
| Juventude            | Caxias do Sul     | Fábio Matias       | Nenê                | Alfredo Jaconi                  | 19 924    | 19treze        | PixBet            |
| Palmeiras            | São Paulo         | Abel Ferreira      | Gustavo Gómez       | Allianz Parque                  | 43 713    | Puma           | Crefisa           |
| São Paulo            | São Paulo         | Luis Zubeldía      | Rafinha             | MorumBIS                        | 72 039    | New Balance    | Superbet          |
| Vasco da Gama        | Río de Janeiro    | Rafael Paiva INT   | Gary Medel          | São Januário                    | 24 584    | Kappa          | PixBet            |
| Vitória              | Salvador          | Thiago Carpini     | Zeca                | Barradão                        | 34 535    | Volt Sport     | Betnacional       |

## Entrenadores
| Equipo               | Entrenador (Jornadas)     | Fecha de vacante       | Tipo de salida             | Posición en la tabla   | Entrenador entrante     | Fecha de nombramiento   |
| -------------------- | ------------------------- | ---------------------- | -------------------------- | ---------------------- | ----------------------- | ----------------------- |
| Cruzeiro             | Paulo Autuori             | 6 de diciembre de 2023 | Fin de interinidad         | Pretemporada           | Nicolás Larcamón        | 20 de diciembre de 2023 |
| Athletico Paranaense | Wesley Carvalho           | 7 de diciembre de 2023 | Fin de interinidad         | Pretemporada           | Juan Carlos Osorio      | 3 de enero de 2024      |
| São Paulo            | Dorival Júnior            | 8 de enero de 2024     | Contratado por Brasil      | Pretemporada           | Thiago Carpini          | 11 de enero de 2024     |
| Juventude            | Thiago Carpini            | 11 de enero de 2024    | Contratado por São Paulo   | Pretemporada           | Roger Machado           | 12 de enero de 2024     |
| Corinthians          | Mano Menezes              | 5 de febrero de 2024   | Despedido                  | Campeonatos estaduales | Thiago Kosloski INT     | 5 de febrero de 2024    |
| Corinthians          | Thiago Kosloski           | 9 de febrero de 2024   | Fin de interinidad         | Campeonatos estaduales | António Oliveira        | 9 de febrero de 2024    |
| Cuiabá               | António Oliveira          | 9 de febrero de 2024   | Contratado por Corinthians | Campeonatos estaduales | Luiz Fernando Iubel INT | 7 de febrero de 2024    |
| Botafogo             | Tiago Nunes               | 22 de febrero de 2024  | Despedido                  | Campeonatos estaduales | Fábio Matias INT        | 23 de febrero de 2024   |
| Athletico Paranaense | Juan Carlos Osorio        | 3 de marzo de 2024     | Despedido                  | Campeonatos estaduales | Cuca                    | 4 de marzo de 2024      |
| Atlético Mineiro     | Luiz Felipe Scolari       | 20 de marzo de 2024    | Despedido                  | Campeonatos estaduales | Gabriel Milito          | 24 de marzo de 2024     |
| Botafogo             | Fábio Matias              | 3 de abril de 2024     | Fin de interinidad         | Campeonatos estaduales | Artur Jorge             | 3 de abril de 2024      |
| Cruzeiro             | Nicolás Larcamón          | 8 de abril de 2024     | Despedido                  | Campeonatos estaduales | Fernando Seabra         | 9 de abril de 2024      |
| São Paulo            | Thiago Carpini (1–2)      | 18 de abril de 2024    | Despedido                  | 19.°                   | Milton Cruz INT         | 18 de abril de 2024     |
| São Paulo            | Milton Cruz (3)           | 21 de abril de 2024    | Fin de interinidad         | 14.°                   | Luis Zubeldía           | 20 de abril de 2024     |
| Vasco da Gama        | Ramón Díaz (1–4)          | 27 de abril de 2024    | Despedido                  | 17.°                   | Rafael Paiva INT        | 27 de abril de 2024     |
| Cuiabá               | Luiz Fernando Iubel (1–4) | 29 de abril de 2024    | Renuncia                   | 20.°                   | Petit                   | 1 de mayo de 2024       |
| Vitória              | Léo Condé (1–6)           | 14 de mayo de 2024     | Despedido                  | 18.°                   | Thiago Carpini          | 14 de mayo de 2024      |
| Vasco da Gama        | Rafael Paiva (5–6)        | 21 de mayo de 2024     | Fin de interinidad         | 18.°                   | Álvaro Pacheco          | 21 de mayo de 2024      |
| Vasco da Gama        | Álvaro Pacheco (7–10)     | 20 de junio de 2024    | Despedido                  | 17.°                   | Rafael Paiva INT        | 20 de junio de 2024     |
| Atlético Goianiense  | Jair Ventura (1–10)       | 21 de junio de 2024    | Despedido                  | 16.°                   | Anderson Gomes INT      | 21 de junio de 2024     |
| Athletico Paranaense | Cuca (1–11)               | 24 de junio de 2024    | Renuncia                   | 5.°                    | Juca Antonello INT      | 24 de junio de 2024     |
| Fluminense           | Fernando Diniz (1–11)     | 24 de junio de 2024    | Despedido                  | 20.°                   | Marcão INT              | 24 de junio de 2024     |

## Localización
| Estados            | N.º | Equipos                                        |
| ------------------ | --- | ---------------------------------------------- |
| Río de Janeiro     | 4   | Botafogo, Flamengo, Fluminense y Vasco da Gama |
| São Paulo          | 4   | Bragantino, Corinthians, Palmeiras y São Paulo |
| Río Grande del Sur | 3   | Grêmio, Internacional y Juventude              |
| Bahía              | 2   | Bahia y Vitória                                |
| Minas Gerais       | 2   | Atlético Mineiro y Cruzeiro                    |
| Ceará              | 1   | Fortaleza                                      |
| Goiás              | 1   | Atlético Goianiense                            |
| Mato Grosso        | 1   | Cuiabá                                         |
| Paraná             | 1   | Atlético Paranaense                            |
| Santa Catarina     | 1   | Criciúma                                       |

## Clasificación
| Pos. | Equipo                   | Pts. | PJ | G  | E  | P  | GF | GC | Dif. | Clasificación 2025                               |
| ---- | ------------------------ | ---- | -- | -- | -- | -- | -- | -- | ---- | ------------------------------------------------ |
| 1    | Botafogo (C)             | 79   | 38 | 23 | 10 | 5  | 59 | 29 | +30  | Campeón y Fase de grupos de la Copa Libertadores |
| 2    | Palmeiras                | 73   | 38 | 22 | 7  | 9  | 60 | 33 | +27  | Fase de grupos de la Copa Libertadores           |
| 3    | Flamengo                 | 70   | 38 | 20 | 10 | 8  | 61 | 42 | +19  | Fase de grupos de la Copa Libertadores           |
| 4    | Fortaleza                | 68   | 38 | 19 | 11 | 8  | 53 | 39 | +14  | Fase de grupos de la Copa Libertadores           |
| 5    | Internacional            | 65   | 38 | 18 | 11 | 9  | 53 | 36 | +17  | Fase de grupos de la Copa Libertadores           |
| 6    | São Paulo                | 59   | 38 | 17 | 8  | 13 | 53 | 43 | +10  | Fase de grupos de la Copa Libertadores           |
| 7    | Corinthians              | 56   | 38 | 15 | 11 | 12 | 54 | 45 | +9   | Fase 2 de la Copa Libertadores                   |
| 8    | Bahia                    | 53   | 38 | 15 | 8  | 15 | 49 | 49 | 0    | Fase 2 de la Copa Libertadores                   |
| 9    | Cruzeiro                 | 52   | 38 | 14 | 10 | 14 | 43 | 41 | +2   | Fase de grupos de la Copa Sudamericana           |
| 10   | Vasco da Gama            | 50   | 38 | 14 | 8  | 16 | 43 | 56 | −13  | Fase de grupos de la Copa Sudamericana           |
| 11   | Vitória                  | 47   | 38 | 13 | 8  | 17 | 45 | 52 | −7   | Fase de grupos de la Copa Sudamericana           |
| 12   | Atlético Mineiro         | 47   | 38 | 11 | 14 | 13 | 47 | 54 | −7   | Fase de grupos de la Copa Sudamericana           |
| 13   | Fluminense               | 46   | 38 | 12 | 10 | 16 | 33 | 39 | −6   | Fase de grupos de la Copa Sudamericana           |
| 14   | Grêmio                   | 45   | 38 | 12 | 9  | 17 | 44 | 50 | −6   | Fase de grupos de la Copa Sudamericana           |
| 15   | Juventude                | 45   | 38 | 11 | 12 | 15 | 48 | 59 | −11  |                                                  |
| 16   | Bragantino               | 44   | 38 | 10 | 14 | 14 | 44 | 48 | −4   |                                                  |
| 17   | Athletico Paranaense (D) | 42   | 38 | 11 | 9  | 18 | 40 | 46 | −6   | Descenso a Serie B 2025                          |
| 18   | Criciúma (D)             | 38   | 38 | 9  | 11 | 18 | 42 | 61 | −19  | Descenso a Serie B 2025                          |
| 19   | Atlético Goianiense (D)  | 30   | 38 | 7  | 9  | 22 | 29 | 58 | −29  | Descenso a Serie B 2025                          |
| 20   | Cuiabá (D)               | 30   | 38 | 6  | 12 | 20 | 29 | 49 | −20  | Descenso a Serie B 2025                          |

Actualizado a los partidos jugados el 8 de diciembre de 2024.
 Fuente: Brasileirao Betano
Criterios de clasificación: Puntos · Victorias · Diferencia de goles · Goles a favor · Enfrentamientos directos (solo entre dos equipos) · Menor cantidad en tarjetas rojas · Menor cantidad en tarjetas amarillas · Sorteo
Notas:
1. ↑  Clasificado a la Copa Libertadores 2025 como campeón de la Copa Libertadores 2024.
2. ↑  Clasificado a la Copa Libertadores 2025 como campeón de la Copa de Brasil 2024.

|                                      |
| Bandera del estado de Río de Janeiro |
| Campeón Botafogo F. R. 3.er título   |

## Evolución de la clasificación
| Equipo              | 01 | 02  | 03  | 04  | 05   | 06    | 07    | 08   | 09   | 10   | 11   | 12   | 13   | 14   | 15   | 16    | 17     | 18     | 19     | 20     | 21     | 22     | 23    | 24    | 25   | 26   | 27   | 28   | 29   | 30   | 31  | 32  | 33  | 34 | 35  | 36 | 37 | 38 |
| Equipo              |    |     |     |     |      |       |       |      |      |      |      |      |      |      |      |       |        |        |        |        |        |        |       |       |      |      |      |      |      |      |     |     |     |    |     |    |    |    |
| ------------------- | -- | --- | --- | --- | ---- | ----- | ----- | ---- | ---- | ---- | ---- | ---- | ---- | ---- | ---- | ----- | ------ | ------ | ------ | ------ | ------ | ------ | ----- | ----- | ---- | ---- | ---- | ---- | ---- | ---- | --- | --- | --- | -- | --- | -- | -- | -- |
| Botafogo            | 14 | 11  | 3   | 1   | 3    | 4     | 3     | 3    | 1    | 2    | 4    | 3    | 3    | 2    | 2    | 1     | 1      | 1      | 1      | 2      | 1      | 1      | 1     | 2     | 1    | 1    | 1    | 1    | 1    | 1    | 1   | 1   | 1   | 1  | 2   | 1  | 1  | 1  |
| Palmeiras           | 7  | 12  | 11  | 12  | 6    | 9     | 7     | 6    | 5    | 3    | 2    | 4    | 2    | 3    | 3    | 2     | 2      | 2      | 3      | 3      | 4      | 4      | 3     | 3     | 3    | 2    | 2    | 2    | 2    | 2    | 2   | 2   | 2   | 2  | 1   | 2  | 2  | 2  |
| Flamengo            | 3  | 1   | 2   | 8   | 7    | 3     | 1     | 1    | 2    | 1    | 1    | 1    | 1    | 1    | 1    | 3     | 3*     | 3*     | 2*     | 1*     | 2*     | 3*     | 4*    | 4*    | 4*   | 4*   | 4*   | 4*   | 4*   | 4*   | 4*  | 4   | 4   | 4  | 5   | 3  | 3  | 3  |
| Fortaleza           | 4  | 6   | 8*  | 11* | 12*  | 11*   | 11*   | 11*  | 12*  | 12*  | 11*  | 11*  | 8*   | 9*   | 8*   | 7*    | 7*     | 4*     | 4*     | 4*     | 3*     | 2*     | 2*    | 1*    | 2    | 3    | 3    | 3    | 3    | 3    | 3   | 3   | 3   | 3  | 4   | 5  | 5  | 4  |
| Internacional       | 6  | 2   | 6   | 6   | 9*   | 10**  | 8**   | 10** | 10** | 9**  | 7**  | 9**  | 10** | 10** | 10** | 12*** | 13**** | 13**** | 13**** | 14**** | 16**** | 12**** | 13*** | 11*** | 8**  | 8**  | 8**  | 7*   | 6*   | 6*   | 5*  | 5   | 5   | 5  | 3   | 4  | 4  | 5  |
| São Paulo           | 16 | 18  | 14  | 14  | 8    | 5     | 4     | 5    | 6    | 7    | 9    | 7    | 6    | 5    | 4    | 5     | 4      | 5      | 6      | 6      | 6      | 5      | 6     | 5     | 6    | 5    | 5    | 5    | 5    | 5    | 6   | 6   | 6   | 6  | 6   | 6  | 6  | 6  |
| Corinthians         | 13 | 15  | 18  | 15  | 14   | 16    | 17    | 15   | 16   | 18   | 18   | 18   | 19   | 17   | 17   | 17    | 17     | 14     | 14     | 15     | 18     | 17     | 17    | 18    | 17   | 18   | 17   | 17   | 18   | 17   | 15  | 13  | 11  | 9  | 9   | 8  | 7  | 7  |
| Bahia               | 17 | 10  | 9   | 5   | 2    | 2     | 2     | 2    | 3    | 5    | 3    | 2    | 4    | 4    | 5    | 4     | 5      | 6      | 7      | 7      | 7      | 7      | 5     | 6     | 7    | 6    | 6    | 6    | 7    | 7    | 7   | 7   | 8   | 8  | 8   | 7  | 8  | 8  |
| Cruzeiro            | 2  | 5   | 12  | 7   | 10*  | 6*    | 9*    | 7*   | 8*   | 6*   | 8*   | 5*   | 7*   | 8*   | 7*   | 6*    | 6*     | 7*     | 5*     | 5*     | 5*     | 6*     | 7*    | 7*    | 5    | 7    | 7    | 8    | 8    | 8    | 8   | 8   | 7   | 7  | 7*  | 9  | 9  | 9  |
| Vasco da Gama       | 5  | 9   | 15  | 17  | 17   | 13    | 13    | 14   | 15   | 17   | 15   | 16   | 16   | 14   | 13   | 11    | 9      | 11     | 11*    | 11*    | 11*    | 10*    | 10*   | 8*    | 9*   | 9*   | 10*  | 9*   | 10*  | 10*  | 9   | 9   | 9   | 10 | 11  | 12 | 10 | 10 |
| Vitória             | 19 | 17* | 17* | 18* | 18*  | 18*   | 19*   | 20   | 20   | 15   | 17   | 15   | 15   | 16   | 15   | 15    | 16     | 17     | 18     | 17     | 15     | 16     | 16    | 17    | 18   | 17   | 16   | 16   | 17   | 16   | 14  | 12  | 13  | 12 | 12  | 10 | 11 | 11 |
| Atlético Mineiro    | 12 | 14  | 7   | 2   | 4    | 7*    | 10*   | 8*   | 9*   | 10*  | 10*  | 10*  | 11*  | 11*  | 12*  | 10*   | 11*    | 10*    | 10**   | 9**    | 9**    | 9**    | 8**   | 9**   | 10** | 10** | 9**  | 10** | 9**  | 9*   | 10* | 10* | 10* | 11 | 10  | 13 | 14 | 12 |
| Fluminense          | 8  | 16  | 10  | 16  | 16   | 17    | 15    | 16   | 19   | 20   | 20   | 20   | 20   | 20   | 20   | 20    | 20*    | 19*    | 19*    | 19*    | 17*    | 18*    | 18*   | 16*   | 16*  | 16*  | 18*  | 18*  | 16*  | 11*  | 13  | 14  | 14  | 15 | 15  | 16 | 15 | 13 |
| Grêmio              | 15 | 8   | 5   | 9   | 11*  | 12**  | 12**  | 13** | 17** | 19** | 19** | 19** | 18** | 18** | 18** | 18**  | 18**   | 18**   | 17**   | 16**   | 14**   | 14**   | 15**  | 14**  | 15** | 14** | 14** | 13*  | 11*  | 13   | 11  | 11  | 12  | 14 | 14* | 11 | 12 | 14 |
| Juventude           | 11 | 3   | 13  | 13  | 15*  | 15**  | 14**  | 12*  | 11*  | 11*  | 12*  | 12*  | 12*  | 13*  | 11*  | 13**  | 12**   | 12**   | 12**   | 13**   | 13**   | 13**   | 11*   | 13*   | 13*  | 11   | 12   | 12   | 14   | 15   | 18  | 18  | 16  | 16 | 16  | 15 | 13 | 15 |
| Bragantino          | 9  | 4   | 1   | 3   | 5    | 8     | 6     | 9    | 7    | 8    | 6    | 8    | 9    | 7    | 9    | 9*    | 10*    | 9*     | 9**    | 10**   | 10**   | 11**   | 12**  | 15**  | 11*  | 12*  | 11*  | 11   | 13   | 14   | 17  | 16  | 17  | 18 | 18  | 18 | 17 | 16 |
| Ath. Paranaense     | 1  | 7   | 4   | 4   | 1    | 1     | 5     | 4    | 4    | 4    | 5    | 6    | 5    | 6    | 6    | 8     | 8*     | 8*     | 8**    | 8**    | 8**    | 8**    | 9**   | 10**  | 12** | 13** | 15** | 15** | 15** | 18** | 16* | 17* | 18* | 13 | 13  | 14 | 16 | 17 |
| Criciúma            | 10 | 13  | 16* | 10* | 13** | 14*** | 16*** | 17** | 18** | 14** | 13** | 13** | 13** | 12** | 14** | 14**  | 14**   | 15**   | 15**   | 12**   | 12**   | 15**   | 14**  | 12**  | 14*  | 15*  | 13*  | 14   | 12   | 12   | 12  | 15  | 15  | 17 | 17  | 17 | 18 | 18 |
| Atlético Goianiense | 18 | 19  | 19  | 19  | 19*  | 19*   | 18*   | 18   | 13   | 16   | 16   | 17   | 17   | 19   | 19   | 19    | 19     | 20     | 20     | 20     | 20     | 20     | 20    | 20    | 20   | 20   | 20   | 20   | 20   | 20   | 20  | 20  | 20  | 20 | 20  | 20 | 19 | 19 |
| Cuiabá              | 20 | 20* | 20* | 20* | 20*  | 20**  | 20**  | 19   | 14   | 13   | 14   | 14   | 14   | 15   | 16   | 16*   | 15*    | 16*    | 16**   | 18**   | 19**   | 19**   | 19**  | 19**  | 19** | 19*  | 19*  | 19*  | 19*  | 19*  | 19  | 19  | 19  | 19 | 19  | 19 | 20 | 20 |

Nota 1:
(*) Indica la posición del equipo con un partido pendiente.

Nota 2:
(**) Indica la posición del equipo con dos partidos pendientes.

Nota 3:
(***) Indica la posición del equipo con tres partidos pendientes.

Nota 4:
(****) Indica la posición del equipo con cuatro partidos pendientes.

## Resultados

### Primera vuelta
| Criciúma             | 1 - 1 | Juventude        | Heriberto Hülse   | 13 de abril | 18:30 | Premiere     |
| Internacional        | 2 - 1 | Bahia            | Beira-Rio         | 13 de abril | 18:30 | Premiere     |
| Fluminense           | 2 - 2 | RB Bragantino    | Maracaná          | 13 de abril | 21:00 | Premiere     |
| São Paulo            | 1 - 2 | Fortaleza        | Morumbi           | 13 de abril | 21:00 | SporTV       |
| Vasco da Gama        | 2 - 1 | Grêmio           | São Januário      | 14 de abril | 16:00 | TV Globo     |
| Corinthians          | 0 - 0 | Atlético Mineiro | Neo Química Arena | 14 de abril | 16:00 | TV Globo     |
| Athletico Paranaense | 4 - 0 | Cuiabá           | Ligga Arena       | 14 de abril | 16:00 | Rede Furacão |
| Atlético Goianiense  | 1 - 2 | Flamengo         | Serra Dourada     | 14 de abril | 16:00 | Premiere     |
| Cruzeiro             | 3 - 2 | Botafogo         | Mineirão          | 14 de abril | 17:00 | Premiere     |
| Vitória              | 0 - 1 | Palmeiras        | Barradão          | 14 de abril | 18:30 | SporTV       |

| Bahia            | 2 - 1 | Fluminense           | Arena Fonte Nova | 16 de abril | 21:30 | SporTV   |
| Grêmio           | 2 - 0 | Athletico Paranaense | Arena do Grêmio  | 17 de abril | 19:00 | SporTV   |
| RB Bragantino    | 2 - 1 | Vasco da Gama        | Nabi Abi Chedid  | 17 de abril | 19:00 | Premiere |
| Juventude        | 2 - 0 | Corinthians          | Alfredo Jaconi   | 17 de abril | 20:00 | Premiere |
| Fortaleza        | 1 - 1 | Cruzeiro             | Castelão         | 17 de abril | 20:00 | Premiere |
| Atlético Mineiro | 1 - 1 | Criciúma             | Arena MRV        | 17 de abril | 20:00 | Premiere |
| Palmeiras        | 0 - 1 | Internacional        | Arena Barueri    | 17 de abril | 20:00 | Premiere |
| Flamengo         | 2 - 1 | São Paulo            | Maracaná         | 17 de abril | 21:30 | TV Globo |
| Botafogo         | 1 - 0 | Atlético Goianiense  | Nilton Santos    | 18 de abril | 21:30 | TV Globo |
| Cuiabá           | 0 - 0 | Vitória              | Arena Pantanal   | 5 de junio  | 20:00 | Premiere |

| Fluminense           | 2 - 1 | Vasco da Gama | Maracaná        | 20 de abril | 16:00 | Premiere     |
| Grêmio               | 1 - 0 | Cuiabá        | Arena do Grêmio | 20 de abril | 18:30 | Premiere     |
| RB Bragantino        | 1 - 0 | Corinthians   | Nabi Abi Chedid | 20 de abril | 18:30 | Premiere     |
| Atlético Mineiro     | 3 - 0 | Cruzeiro      | Arena MRV       | 20 de abril | 21:00 | SporTV       |
| Vitória              | 2 - 2 | Bahia         | Barradão        | 21 de abril | 16:00 | TV Globo     |
| Palmeiras            | 0 - 0 | Flamengo      | Allianz Parque  | 21 de abril | 16:00 | TV Globo     |
| Athletico Paranaense | 1 - 0 | Internacional | Ligga Arena     | 21 de abril | 16:00 | Rede Furacão |
| Atlético Goianiense  | 0 - 3 | São Paulo     | Antônio Accioly | 21 de abril | 18:30 | Premiere     |
| Botafogo             | 5 - 1 | Juventude     | Nilton Santos   | 21 de abril | 18:30 | SporTV       |
| Criciúma             | 1 - 1 | Fortaleza     | Heriberto Hülse | 24 de julio | 19:00 | Premiere     |

| Vasco da Gama | 0 - 4 | Criciúma             | São Januário      | 27 de abril | 16:00 | Premiere |
| Cuiabá        | 0 - 3 | Atlético Mineiro     | Arena Pantanal    | 27 de abril | 18:30 | Premiere |
| Bahia         | 1 - 0 | Grêmio               | Arena Fonte Nova  | 27 de abril | 21:00 | SporTV   |
| Flamengo      | 0 - 2 | Botafogo             | Maracaná          | 28 de abril | 11:00 | Premiere |
| Cruzeiro      | 3 - 1 | Vitória              | Mineirão          | 28 de abril | 16:00 | TV Globo |
| Corinthians   | 3 - 0 | Fluminense           | Neo Química Arena | 28 de abril | 16:00 | TV Globo |
| Juventude     | 1 - 1 | Athletico Paranaense | Alfredo Jaconi    | 28 de abril | 18:30 | Premiere |
| Fortaleza     | 1 - 1 | RB Bragantino        | Castelão          | 28 de abril | 18:30 | Premiere |
| Internacional | 1 - 1 | Atlético Goianiense  | Beira-Rio         | 28 de abril | 20:00 | SporTV   |
| São Paulo     | 0 - 0 | Palmeiras            | Morumbi           | 29 de abril | 20:00 | Premiere |

| Fluminense           | 2 - 2 | Atlético Mineiro    | Kléber Andrade    | 4 de mayo       | 16:00 | Premiere     |
| RB Bragantino        | 1 - 1 | Flamengo            | Nabi Abi Chedid   | 4 de mayo       | 18:30 | Premiere     |
| Corinthians          | 0 - 0 | Fortaleza           | Neo Química Arena | 4 de mayo       | 21:00 | Premiere     |
| Vitória              | 1 - 3 | São Paulo           | Barradão          | 5 de mayo       | 16:00 | TV Globo     |
| Athletico Paranaense | 1 - 0 | Vasco da Gama       | Ligga Arena       | 5 de mayo       | 16:00 | Rede Furacão |
| Botafogo             | 1 - 2 | Bahia               | Nilton Santos     | 5 de mayo       | 18:30 | SporTV       |
| Cuiabá               | 0 - 2 | Palmeiras           | Arena Pantanal    | 5 de mayo       | 18:30 | Premiere     |
| Juventude            | 1 - 0 | Atlético Goianiense | Alfredo Jaconi    | 5 de junio      | 19:00 | Premiere     |
| Cruzeiro             | 0 - 0 | Internacional       | Mineirão          | 28 de agosto    | 19:30 | SporTV       |
| Grêmio               | 1 - 2 | Criciúma            | Arena do Grêmio   | 25 de setiembre | 19:00 | TV Globo     |

| Flamengo            | 2 - 0 | Corinthians          | Maracaná         | 11 de mayo   | 16:00 | Premiere |
| Palmeiras           | 0 - 2 | Athletico Paranaense | Arena Barueri    | 12 de mayo   | 16:00 | TV Globo |
| Atlético Goianiense | 0 - 1 | Cruzeiro             | Antônio Accioly  | 12 de mayo   | 16:00 | TV Globo |
| Fortaleza           | 1 - 1 | Botafogo             | Castelão         | 12 de mayo   | 16:00 | TV Globo |
| Bahia               | 1 - 0 | RB Bragantino        | Arena Fonte Nova | 12 de mayo   | 18:30 | Premiere |
| Vasco da Gama       | 2 - 1 | Vitória              | São Januário     | 12 de mayo   | 18:30 | Premiere |
| São Paulo           | 2 - 1 | Fluminense           | Morumbi          | 13 de mayo   | 20:00 | Premiere |
| Criciúma            | 2 - 5 | Cuiabá               | Heriberto Hülse  | 9 de junio   | 16:00 | Premiere |
| Internacional       | 2 - 1 | Juventude            | Beira-Rio        | 14 de agosto | 19:30 | SporTV   |
| Atlético Mineiro    | 2 - 1 | Grêmio               | Arena MRV        | 9 de octubre | 19:30 | SporTV   |

| Vitória          | 0 - 2 | Atlético Goianiense  | Barradão          | 1 de junio | 16:00 | Premiere |
| Grêmio           | 0 - 2 | RB Bragantino        | Couto Pereira     | 1 de junio | 16:00 | Premiere |
| Fluminense       | 1 - 1 | Juventude            | Maracaná          | 1 de junio | 18:30 | Premiere |
| Cuiabá           | 0 - 1 | Internacional        | Arena Pantanal    | 1 de junio | 18:30 | SporTV   |
| Corinthians      | 0 - 1 | Botafogo             | Neo Química Arena | 1 de junio | 21:00 | SporTV   |
| Atlético Mineiro | 1 - 1 | Bahia                | Arena MRV         | 2 de junio | 16:00 | TV Globo |
| Vasco da Gama    | 1 - 6 | Flamengo             | Maracaná          | 2 de junio | 16:00 | TV Globo |
| Criciúma         | 1 - 2 | Palmeiras            | Heriberto Hülse   | 2 de junio | 16:00 | TV Globo |
| São Paulo        | 2 - 0 | Cruzeiro             | Morumbi           | 2 de junio | 18:30 | Premiere |
| Fortaleza        | 1 - 0 | Athletico Paranaense | Presidente Vargas | 2 de junio | 18:30 | Premiere |

| Juventude            | 1 - 1 | Vitória          | Alfredo Jaconi   | 11 de junio | 19:00 | Premiere     |
| Atlético Goianiense  | 2 - 2 | Corinthians      | Antônio Accioly  | 11 de junio | 19:00 | Premiere     |
| Botafogo             | 1 - 0 | Fluminense       | Nilton Santos    | 11 de junio | 20:00 | Premiere     |
| RB Bragantino        | 1 - 2 | Atlético Mineiro | Nabi Abi Chedid  | 11 de junio | 21:30 | SporTV       |
| Cruzeiro             | 2 - 1 | Cuiabá           | Mineirão         | 13 de junio | 19:00 | SporTV       |
| Internacional        | 0 - 0 | São Paulo        | Heriberto Hülse  | 13 de junio | 20:00 | Premiere     |
| Flamengo             | 2 - 1 | Grêmio           | Maracaná         | 13 de junio | 20:00 | Premiere     |
| Athletico Paranaense | 3 - 1 | Criciúma         | Ligga Arena      | 13 de junio | 20:00 | Rede Furacão |
| Bahia                | 1 - 0 | Fortaleza        | Arena Fonte Nova | 13 de junio | 21:30 | TV Globo     |
| Palmeiras            | 2 - 0 | Vasco da Gama    | Allianz Parque   | 13 de junio | 21:30 | TV Globo     |

| RB Bragantino        | 2 - 1 | Juventude           | Nabi Abi Chedid   | 15 de junio | 18:30 | Premiere |
| Fluminense           | 1 - 2 | Atlético Goianiense | Maracaná          | 15 de junio | 21:00 | SporTV   |
| Corinthians          | 2 - 2 | São Paulo           | Neo Química Arena | 16 de junio | 16:00 | TV Globo |
| Athletico Paranaense | 1 - 1 | Flamengo            | Ligga Arena       | 16 de junio | 16:00 | TV Globo |
| Vitória              | 2 - 1 | Internacional       | Barradão          | 16 de junio | 16:00 | Premiere |
| Vasco da Gama        | 0 - 0 | Cruzeiro            | São Januário      | 16 de junio | 18:30 | Premiere |
| Grêmio               | 1 - 2 | Botafogo            | Kléber Andrade    | 16 de junio | 18:30 | Premiere |
| Cuiabá               | 5 - 0 | Fortaleza           | Arena Pantanal    | 16 de junio | 18:30 | Premiere |
| Criciúma             | 2 - 2 | Bahia               | Heriberto Hülse   | 16 de junio | 18:30 | Premiere |
| Atlético Mineiro     | 0 - 4 | Palmeiras           | Arena MRV         | 17 de junio | 20:30 | SporTV   |

| Botafogo            | 1 - 1 | Athletico Paranaense | Nilton Santos     | 19 de junio | 19:00 | SporTV   |
| Atlético Goianiense | 1 - 2 | Criciúma             | Antônio Accioly   | 19 de junio | 19:00 | Premiere |
| São Paulo           | 0 - 1 | Cuiabá               | Morumbi           | 19 de junio | 20:00 | Premiere |
| Fortaleza           | 1 - 0 | Grêmio               | Castelão          | 19 de junio | 20:00 | Premiere |
| Juventude           | 2 - 0 | Vasco da Gama        | Alfredo Jaconi    | 19 de junio | 20:00 | Premiere |
| Internacional       | 1 - 0 | Corinthians          | Orlando Scarpelli | 19 de junio | 21:30 | TV Globo |
| Cruzeiro            | 2 - 0 | Fluminense           | Mineirão          | 19 de junio | 21:30 | TV Globo |
| Vitória             | 4 - 2 | Atlético Mineiro     | Barradão          | 20 de junio | 18:30 | SporTV   |
| Flamengo            | 2 - 1 | Bahia                | Maracaná          | 20 de junio | 20:00 | Premiere |
| Palmeiras           | 2 - 1 | RB Bragantino        | Allianz Parque    | 20 de junio | 21:30 | Premiere |

| Criciúma             | 2 - 1 | Botafogo            | Heriberto Hülse  | 22 de junio | 16:00 | SporTV   |
| Grêmio               | 0 - 1 | Internacional       | Couto Pereira    | 22 de junio | 17:30 | TV Globo |
| Cuiabá               | 0 - 0 | Atlético Goianiense | Arena Pantanal   | 22 de junio | 18:30 | Premiere |
| Vasco da Gama        | 4 - 1 | São Paulo           | São Januário     | 22 de junio | 21:30 | SporTV   |
| Fluminense           | 0 - 1 | Flamengo            | Maracaná         | 23 de junio | 16:00 | TV Globo |
| Athletico Paranaense | 1 - 1 | Corinthians         | Ligga Arena      | 23 de junio | 16:00 | TV Globo |
| Bahia                | 4 - 1 | Cruzeiro            | Arena Fonte Nova | 23 de junio | 16:00 | Premiere |
| Atlético Mineiro     | 1 - 1 | Fortaleza           | Arena MRV        | 23 de junio | 18:30 | Premiere |
| Palmeiras            | 3 - 1 | Juventude           | Allianz Parque   | 23 de junio | 18:30 | Premiere |
| RB Bragantino        | 2 - 1 | Vitória             | Nabi Abi Chedid  | 23 de junio | 18:30 | Premiere |

| Cruzeiro            | 2 - 0 | Athletico Paranaense | Mineirão          | 26 de junio | 19:00 | SporTV   |
| Botafogo            | 2 - 1 | RB Bragantino        | Nilton Santos     | 26 de junio | 19:00 | Premiere |
| Corinthians         | 1 - 1 | Cuiabá               | Neo Química Arena | 26 de junio | 20:00 | Premiere |
| Juventude           | 2 - 1 | Flamengo             | Alfredo Jaconi    | 26 de junio | 20:00 | Premiere |
| Atlético Goianiense | 1 - 1 | Grêmio               | Antônio Accioly   | 26 de junio | 20:00 | Premiere |
| Internacional       | 1 - 2 | Atlético Mineiro     | Heriberto Hülse   | 26 de junio | 21:30 | TV Globo |
| Bahia               | 2 - 1 | Vasco da Gama        | Arena Fonte Nova  | 26 de junio | 21:30 | TV Globo |
| Fortaleza           | 3 - 0 | Palmeiras            | Castelão          | 26 de junio | 21:30 | TV Globo |
| Fluminense          | 0 - 1 | Vitória              | Maracaná          | 27 de junio | 19:00 | SporTV   |
| São Paulo           | 2 - 1 | Criciúma             | Morumbi           | 27 de junio | 20:00 | Premiere |

| Vasco da Gama    | 1 - 1 | Botafogo             | São Januário                 | 29 de junio | 18:30 | SporTV   |
| Cuiabá           | 1 - 1 | RB Bragantino        | Arena Pantanal               | 29 de junio | 18:30 | Premiere |
| Atlético Mineiro | 1 - 1 | Atlético Goianiense  | Arena MRV                    | 30 de junio | 11:00 | Premiere |
| Grêmio           | 1 - 0 | Fluminense           | Centenário Francisco Stédile | 30 de junio | 16:00 | TV Globo |
| São Paulo        | 3 - 1 | Bahia                | Morumbi                      | 30 de junio | 16:00 | TV Globo |
| Fortaleza        | 2 - 1 | Juventude            | Castelão                     | 30 de junio | 16:00 | TV Globo |
| Criciúma         | 1 - 1 | Internacional        | Heriberto Hülse              | 30 de junio | 18:30 | SporTV   |
| Vitória          | 0 - 1 | Athletico Paranaense | Barradão                     | 30 de junio | 18:30 | Premiere |
| Flamengo         | 2 - 1 | Cruzeiro             | Maracaná                     | 30 de junio | 18:30 | Premiere |
| Palmeiras        | 2 - 0 | Corinthians          | Allianz Parque               | 1 de julio  | 20:00 | Premiere |

| Cuiabá               | 1 - 2 | Botafogo            | Arena Pantanal               | 3 de julio | 19:00 | SporTV   |
| Vasco da Gama        | 2 - 0 | Fortaleza           | São Januário                 | 3 de julio | 20:00 | Premiere |
| Criciúma             | 1 - 0 | Cruzeiro            | Heriberto Hülse              | 3 de julio | 20:00 | Premiere |
| RB Bragantino        | 3 - 1 | Atlético Goianiense | Nabi Abi Chedid              | 3 de julio | 21:30 | TV Globo |
| Athletico Paranaense | 1 - 2 | São Paulo           | Ligga Arena                  | 3 de julio | 21:30 | TV Globo |
| Atlético Mineiro     | 2 - 4 | Flamengo            | Arena MRV                    | 3 de julio | 21:30 | TV Globo |
| Grêmio               | 2 - 2 | Palmeiras           | Centenário Francisco Stédile | 4 de julio | 19:00 | SporTV   |
| Bahia                | 2 - 0 | Juventude           | Arena Fonte Nova             | 4 de julio | 19:00 | Premiere |
| Fluminense           | 1 - 1 | Internacional       | Maracaná                     | 4 de julio | 20:00 | Premiere |
| Corinthians          | 3 - 2 | Vitória             | Neo Química Arena            | 4 de julio | 20:00 | Premiere |

| Jornada 15          | Jornada 15 | Jornada 15           | Jornada 15      | Jornada 15 | Jornada 15 | Jornada 15 | Jornada 15 |
| Local               | Resultado  | Visitante            | Estadio         | Fecha      | Hora       | TV         |            |
| ------------------- | ---------- | -------------------- | --------------- | ---------- | ---------- | ---------- | ---------- |
| São Paulo           | 2 - 0      | RB Bragantino        | Morumbi         | 6 de julio | 20:00      | Premiere   |            |
| Flamengo            | 1 - 1      | Cuiabá               | Maracaná        | 6 de julio | 20:00      | Premiere   |            |
| Fortaleza           | 1 - 0      | Fluminense           | Castelão        | 7 de julio | 16:00      | TV Globo   |            |
| Juventude           | 3 - 0      | Grêmio               | Alfredo Jaconi  | 7 de julio | 16:00      | TV Globo   |            |
| Cruzeiro            | 3 - 0      | Corinthians          | Mineirão        | 7 de julio | 16:00      | TV Globo   |            |
| Internacional       | 1 - 2      | Vasco da Gama        | Beira-Rio       | 7 de julio | 18:00      | SporTV     |            |
| Vitória             | 2 - 1      | Criciúma             | Barradão        | 7 de julio | 18:30      | Premiere   |            |
| Atlético Goianiense | 1 - 2      | Athletico Paranaense | Antônio Accioly | 7 de julio | 18:30      | Premiere   |            |
| Palmeiras           | 2 - 0      | Bahia                | Allianz Parque  | 7 de julio | 18:30      | Premiere   |            |
| Botafogo            | 3 - 0      | Atlético Mineiro     | Nilton Santos   | 7 de julio | 20:30      | SporTV     |            |

| Jornada 16           | Jornada 16 | Jornada 16          | Jornada 16                   | Jornada 16      | Jornada 16 | Jornada 16   | Jornada 16 |
| Local                | Resultado  | Visitante           | Estadio                      | Fecha           | Hora       | TV           |            |
| -------------------- | ---------- | ------------------- | ---------------------------- | --------------- | ---------- | ------------ | ---------- |
| Grêmio               | 0 - 2      | Cruzeiro            | Centenário Francisco Stédile | 10 de julio     | 18:30      | SporTV       |            |
| Vasco da Gama        | 2 - 0      | Corinthians         | São Januário                 | 10 de julio     | 19:00      | Premiere     |            |
| Athletico Paranaense | 1 - 3      | Bahia               | Ligga Arena                  | 10 de julio     | 19:00      | Rede Furacão |            |
| Palmeiras            | 3 - 1      | Atlético Goianiense | Allianz Parque               | 11 de julio     | 19:30      | SporTV       |            |
| Criciúma             | 1 - 1      | Fluminense          | Heriberto Hülse              | 11 de julio     | 20:00      | Premiere     |            |
| Flamengo             | 1 - 2      | Fortaleza           | Maracaná                     | 11 de julio     | 20:00      | Premiere     |            |
| Atlético Mineiro     | 2 - 1      | São Paulo           | Arena MRV                    | 11 de julio     | 21:30      | TV Globo     |            |
| Vitória              | 0 - 1      | Botafogo            | Barradão                     | 11 de julio     | 21:30      | TV Globo     |            |
| Cuiabá               | 0 - 0      | Juventude           | Arena Pantanal               | 5 de setiembre  | 20:00      | Premiere     |            |
| RB Bragantino        | 2 - 2      | Internacional       | Nabi Abi Chedid              | 25 de setiembre | 19:00      | Premiere     |            |

| Jornada 17          | Jornada 17 | Jornada 17           | Jornada 17        | Jornada 17    | Jornada 17 | Jornada 17 |
| Local               | Resultado  | Visitante            | Estadio           | Fecha         | Hora       | TV         |
| ------------------- | ---------- | -------------------- | ----------------- | ------------- | ---------- | ---------- |
| Bahia               | 1 - 2      | Cuiabá               | Arena Fonte Nova  | 13 de julio   | 16:00      | Premiere   |
| Cruzeiro            | 2 - 1      | RB Bragantino        | Mineirão          | 13 de julio   | 16:00      | Premiere   |
| Juventude           | 1 - 1      | Atlético Mineiro     | Mané Garrincha    | 16 de julio   | 19:00      | SporTV     |
| Corinthians         | 2 - 1      | Criciúma             | Neo Química Arena | 16 de julio   | 21:00      | Premiere   |
| Atlético Goianiense | 0 - 1      | Vasco da Gama        | Antônio Accioly   | 17 de julio   | 19:00      | Premiere   |
| São Paulo           | 1 - 0      | Grêmio               | Morumbi           | 17 de julio   | 20:00      | Premiere   |
| Botafogo            | 1 - 0      | Palmeiras            | Nilton Santos     | 17 de julio   | 21:30      | TV Globo   |
| Fortaleza           | 3 - 1      | Vitória              | Castelão          | 17 de julio   | 21:30      | TV Globo   |
| Fluminense          | 1 - 0      | Athletico Paranaense | Maracaná          | 22 de octubre | 19:30      | Premiere   |
| Internacional       | 1 - 1      | Flamengo             | Beira-Rio         | 30 de octubre | 19:00      | SporTV     |

| Flamengo         | 2 - 1 | Criciúma             | Mané Garrincha               | 20 de julio | 16:00 | Premiere |
| Botafogo         | 1 - 0 | Internacional        | Nilton Santos                | 20 de julio | 18:30 | Premiere |
| Palmeiras        | 2- 0  | Cruzeiro             | Allianz Parque               | 20 de julio | 21:00 | SporTV   |
| Grêmio           | 2 - 0 | Vitória              | Centenário Francisco Stédile | 21 de julio | 11:00 | Premiere |
| Atlético Mineiro | 2 - 0 | Vasco da Gama        | Arena MRV                    | 21 de julio | 16:00 | TV Globo |
| Bahia            | 0 - 1 | Corinthians          | Arena Fonte Nova             | 21 de julio | 16:00 | TV Globo |
| RB Bragantino    | 1 - 0 | Athletico Paranaense | Nabi Abi Chedid              | 21 de julio | 18:30 | Premiere |
| Juventude        | 0 - 0 | São Paulo            | Mané Garrincha               | 21 de julio | 18:30 | Premiere |
| Fortaleza        | 3 - 1 | Atlético Goianiense  | Castelão                     | 21 de julio | 18:30 | Premiere |
| Cuiabá           | 0 - 1 | Fluminense           | Arena Pantanal               | 21 de julio | 20:00 | SporTV   |

| Jornada 19           | Jornada 19 | Jornada 19       | Jornada 19        | Jornada 19      | Jornada 19 | Jornada 19   | Jornada 19 |
| Local                | Resultado  | Visitante        | Estadio           | Fecha           | Hora       | TV           |            |
| -------------------- | ---------- | ---------------- | ----------------- | --------------- | ---------- | ------------ | ---------- |
| Cruzeiro             | 2 - 0      | Juventude        | Mineirão          | 24 de julio     | 19:00      | Premiere     |            |
| São Paulo            | 2 - 2      | Botafogo         | Morumbi           | 24 de julio     | 19:30      | SporTV       |            |
| Vitória              | 1 - 2      | Flamengo         | Barradão          | 24 de julio     | 20:00      | Premiere     |            |
| Atlético Goianiense  | 1 - 1      | Bahia            | Antônio Accioly   | 24 de julio     | 21:30      | TV Globo     |            |
| Fluminense           | 1 - 0      | Palmeiras        | Maracaná          | 24 de julio     | 21:30      | TV Globo     |            |
| Corinthians          | 2 - 2      | Grêmio           | Neo Química Arena | 25 de julio     | 20:00      | SporTV       |            |
| Criciúma             | 1 - 0      | RB Bragantino    | Heriberto Hülse   | 28 de agosto    | 19:30      | Premiere     |            |
| Internacional        | 2 - 1      | Fortaleza        | Beira-Rio         | 11 de setiembre | 19:30      | Premiere     |            |
| Vasco da Gama        | 1 - 0      | Cuiabá           | São Januário      | 24 de octubre   | 19:00      | Premiere     |            |
| Athletico Paranaense | 1 - 0      | Atlético Mineiro | Ligga Arena       | 16 de noviembre | 18:30      | Rede Furacão |            |

### Segunda vuelta
| Juventude        | 1 - 2 | Criciúma             | Alfredo Jaconi   | 27 de julio | 19:00 | Premiere |
| Palmeiras        | 0 - 2 | Vitória              | Allianz Parque   | 27 de julio | 19:00 | SporTV   |
| Bahia            | 1 - 1 | Internacional        | Arena Fonte Nova | 27 de julio | 20:00 | SporTV   |
| Fortaleza        | 1 - 0 | São Paulo            | Castelão         | 27 de julio | 21:30 | TV Globo |
| Botafogo         | 0 - 3 | Cruzeiro             | Nilton Santos    | 27 de julio | 21:30 | TV Globo |
| RB Bragantino    | 0 - 1 | Fluminense           | Nabi Abi Chedid  | 28 de julio | 11:00 | Premiere |
| Flamengo         | 2 - 0 | Atlético Goianiense  | Maracaná         | 28 de julio | 16:00 | Premiere |
| Atlético Mineiro | 2 - 1 | Corinthians          | Arena MRV        | 28 de julio | 19:00 | Premiere |
| Cuiabá           | 1 - 2 | Athletico Paranaense | Arena Pantanal   | 28 de julio | 19:00 | Premiere |
| Grêmio           | 1 - 0 | Vasco da Gama        | Arena Condá      | 28 de julio | 19:00 | Premiere |

| Jornada 21           | Jornada 21 | Jornada 21       | Jornada 21        | Jornada 21  | Jornada 21 | Jornada 21   | Jornada 21 |
| Local                | Resultado  | Visitante        | Estadio           | Fecha       | Hora       | TV           |            |
| -------------------- | ---------- | ---------------- | ----------------- | ----------- | ---------- | ------------ | ---------- |
| Vitória              | 1 - 0      | Cuiabá           | Barradão          | 3 de agosto | 16:00      | Premiere     |            |
| Vasco da Gama        | 2 - 2      | RB Bragantino    | São Januário      | 3 de agosto | 19:00      | SporTV       |            |
| Criciúma             | 2 - 1      | Atlético Mineiro | Heriberto Hülse   | 3 de agosto | 20:00      | Premiere     |            |
| Atlético Goinaniense | 1 - 4      | Botafogo         | Antônio Accioly   | 3 de agosto | 20:00      | Premiere     |            |
| São Paulo            | 1 - 0      | Flamengo         | Morumbi           | 3 de agosto | 21:30      | TV Globo     |            |
| Corinthians          | 1 - 1      | Juventude        | Neo Química Arena | 4 de agosto | 16:00      | Premiere     |            |
| Fluminense           | 1 - 0      | Bahia            | Maracaná          | 4 de agosto | 16:00      | Premiere     |            |
| Athletico Paranaense | 0 - 2      | Grêmio           | Ligga Arena       | 4 de agosto | 16:00      | Rede Furacão |            |
| Internacional        | 1 - 1      | Palmeiras        | Beira-Rio         | 4 de agosto | 17:00      | Premiere     |            |
| Cruzeiro             | 1 - 2      | Fortaleza        | Mineirão          | 5 de agosto | 21:00      | SporTV       |            |

| Fortaleza     | 1 - 0 | Criciúma             | Castelão          | 10 de agosto | 16:00 | Premiere |
| Cuiabá        | 1 - 3 | Grêmio               | Arena Pantanal    | 10 de agosto | 19:00 | SporTV   |
| Cruzeiro      | 0 - 0 | Atlético Mineiro     | Mineirão          | 10 de agosto | 21:30 | TV Globo |
| Corinthians   | 1 - 1 | RB Bragantino        | Neo Química Arena | 10 de agosto | 21:30 | TV Globo |
| Vasco da Gama | 2 - 0 | Fluminense           | Nilton Santos     | 10 de agosto | 21:30 | TV Globo |
| Juventude     | 3 - 2 | Botafogo             | Alfredo Jaconi    | 11 de agosto | 11:00 | Premiere |
| Bahia         | 2 - 0 | Vitória              | Arena Fonte Nova  | 11 de agosto | 16:00 | Premiere |
| São Paulo     | 1 - 0 | Atlético Goinaniense | Morumbi           | 11 de agosto | 16:00 | Premiere |
| Flamengo      | 1 - 1 | Palmeiras            | Maracaná          | 11 de agosto | 16:00 | Premiere |
| Internacional | 2 - 2 | Athletico Paranaense | Beira-Rio         | 11 de agosto | 19:00 | SporTV   |

| Grêmio               | 0 - 2 | Bahia         | Alfredo Jaconi  | 17 de agosto | 16:00 | Premiere     |
| Atlético Mineiro     | 1 - 1 | Cuiabá        | Arena MRV       | 17 de agosto | 16:00 | Premiere     |
| RB Bragantino        | 1 - 2 | Fortaleza     | Nabi Abi Chedid | 17 de agosto | 18:30 | Premiere     |
| Fluminense           | 0 - 0 | Corinthians   | Maracaná        | 17 de agosto | 21:00 | SporTV       |
| Atlético Goinaniense | 1 - 0 | Internacional | Antônio Accioly | 18 de agosto | 16:00 | TV Globo     |
| Criciúma             | 2 - 2 | Vasco da Gama | Heriberto Hülse | 18 de agosto | 16:00 | TV Globo     |
| Palmeiras            | 2 - 1 | São Paulo     | Allianz Parque  | 18 de agosto | 16:00 | TV Globo     |
| Athletico Paranaense | 1 - 2 | Juventude     | Ligga Arena     | 18 de agosto | 18:30 | Rede Furacão |
| Botafogo             | 4 - 1 | Flamengo      | Nilton Santos   | 18 de agosto | 18:30 | Premiere     |
| Vitória              | 2 - 2 | Cruzeiro      | Barradão        | 19 de agosto | 20:00 | SporTV       |

| Atlético Goinaniense | 2 - 1 | Juventude            | Antônio Accioly            | 24 de agosto | 16:00 | Premiere |
| Palmeiras            | 5 - 0 | Cuiabá               | Brinco de Ouro da Princesa | 24 de agosto | 18:30 | Premiere |
| Atlético Mineiro     | 0 - 2 | Fluminense           | Mineirão                   | 24 de agosto | 21:00 | SporTV   |
| Bahia                | 0 - 0 | Botafogo             | Arena Fonte Nova           | 25 de agosto | 16:00 | TV Globo |
| Criciúma             | 0 - 1 | Grêmio               | Heriberto Hülse            | 25 de agosto | 16:00 | Premiere |
| Fortaleza            | 1 - 0 | Corinthians          | Castelão                   | 25 de agosto | 16:00 | TV Globo |
| São Paulo            | 2 - 1 | Vitória              | Morumbi                    | 25 de agosto | 18:30 | Premiere |
| Internacional        | 1 - 0 | Cruzeiro             | Beira-Rio                  | 25 de agosto | 19:00 | TV Globo |
| Flamengo             | 2 - 1 | RB Bragantino        | Maracaná                   | 25 de agosto | 20:00 | Premiere |
| Vasco da Gama        | 2 - 1 | Athletico Paranaense | São Januário               | 26 de agosto | 21:00 | SporTV   |

| Cuiabá               | 2 - 1 | Criciúma             | Arena Pantanal    | 31 de agosto    | 18:30 | Premiere     |
| Botafogo             | 2 - 0 | Fortaleza            | Nilton Santos     | 31 de agosto    | 21:00 | SporTV       |
| Grêmio               | 2 - 3 | Atlético Mineiro     | Arena do Grêmio   | 1 de septiembre | 11:00 | TV Globo     |
| Cruzeiro             | 3 - 1 | Atlético Goinaniense | Mineirão          | 1 de septiembre | 11:00 | Premiere     |
| Corinthians          | 2 - 1 | Flamengo             | Neo Química Arena | 1 de septiembre | 16:00 | TV Globo     |
| RB Bragantino        | 2 - 1 | Bahia                | Nabi Abi Chedid   | 1 de septiembre | 18:30 | Premiere     |
| Fluminense           | 2 - 0 | São Paulo            | Maracaná          | 1 de septiembre | 18:30 | Premiere     |
| Athletico Paranaense | 0 - 2 | Palmeiras            | Ligga Arena       | 1 de septiembre | 18:30 | Rede Furacão |
| Juventude            | 1 - 3 | Internacional        | Alfredo Jaconi    | 1 de septiembre | 18:30 | SporTV       |
| Vitória              | 0 - 1 | Vasco da Gama        | Barradão          | 1 de septiembre | 18:30 | Premiere     |

| Atlético Goinaniense | 0 - 2 | Vitória          | Antônio Accioly  | 14 de septiembre | 16:00 | Premiere     |
| Athletico Paranaense | 1 - 1 | Fortaleza        | Ligga Arena      | 14 de septiembre | 18:30 | Rede Furacão |
| Botafogo             | 2 - 1 | Corinthians      | Nilton Santos    | 14 de septiembre | 21:00 | Premiere     |
| RB Bragantino        | 2 - 2 | Grêmio           | Nabi Abi Chedid  | 15 de septiembre | 16:00 | TV Globo     |
| Palmeiras            | 5 - 0 | Criciúma         | Allianz Parque   | 15 de septiembre | 16:00 | TV Globo     |
| Juventude            | 2 - 1 | Fluminense       | Alfredo Jaconi   | 15 de septiembre | 16:00 | TV Globo     |
| Bahia                | 3 - 0 | Atlético Mineiro | Arena Fonte Nova | 15 de septiembre | 18:30 | Premiere     |
| Flamengo             | 1 - 1 | Vasco da Gama    | Maracaná         | 15 de septiembre | 18:30 | Premiere     |
| Cruzeiro             | 0 - 1 | São Paulo        | Mineirão         | 15 de septiembre | 18:30 | Premiere     |
| Internacional        | 3 - 0 | Cuiabá           | Beira-Rio        | 16 de septiembre | 20:00 | SporTV       |

| Corinthians      | 3 - 0 | Atlético Goinaniense | Neo Química Arena | 21 de septiembre | 16:00 | Premiere |
| Vitória          | 1 - 0 | Juventude            | Barradão          | 21 de septiembre | 16:00 | Premiere |
| Fluminense       | 0 - 1 | Botafogo             | Maracaná          | 21 de septiembre | 18:30 | Premiere |
| Fortaleza        | 4 - 1 | Bahia                | Castelão          | 21 de septiembre | 21:00 | SporTV   |
| Atlético Mineiro | 3 - 0 | RB Bragantino        | Arena MRV         | 22 de septiembre | 16:00 | TV Globo |
| Vasco da Gama    | 0 - 1 | Palmeiras            | Mané Garrincha    | 22 de septiembre | 16:00 | TV Globo |
| Grêmio           | 3 - 2 | Flamengo             | Arena do Grêmio   | 22 de septiembre | 18:30 | SporTV   |
| Cuiabá           | 0 - 0 | Cruzeiro             | Arena Pantanal    | 22 de septiembre | 18:30 | Premiere |
| São Paulo        | 1 - 3 | Internacional        | Morumbi           | 22 de septiembre | 18:30 | Premiere |
| Criciúma         | 0 - 0 | Athletico Paranaense | Heriberto Hülse   | 22 de septiembre | 20:00 | Premiere |

| Palmeiras            | 2 - 1 | Atlético Mineiro     | Brinco de Ouro da Princesa | 28 de septiembre | 18:30 | Premiere |
| Botafogo             | 0 - 0 | Grêmio               | Mané Garrincha             | 28 de septiembre | 21:00 | SporTV   |
| Juventude            | 1 - 1 | RB Bragantino        | Alfredo Jaconi             | 29 de septiembre | 11:00 | Premiere |
| São Paulo            | 3 - 1 | Corinthians          | Mané Garrincha             | 29 de septiembre | 16:00 | TV Globo |
| Fortaleza            | 1 - 0 | Cuiabá               | Castelão                   | 29 de septiembre | 16:00 | TV Globo |
| Atlético Goinaniense | 1 - 0 | Fluminense           | Antônio Accioly            | 29 de septiembre | 16:00 | TV Globo |
| Cruzeiro             | 1 - 1 | Vasco da Gama        | Mineirão                   | 29 de septiembre | 18:30 | Premiere |
| Internacional        | 3 - 1 | Vitória              | Beira-Rio                  | 29 de septiembre | 18:30 | Premiere |
| Bahia                | 1 - 0 | Criciúma             | Arena Fonte Nova           | 29 de septiembre | 18:30 | Premiere |
| Flamengo             | 1 - 0 | Athletico Paranaense | Maracaná                   | 29 de septiembre | 20:00 | SporTV   |

| Criciúma             | 2 - 0 | Atlético Goinaniense | Heriberto Hülse   | 3 de octubre | 19:00 | Premiere     |
| Fluminense           | 1 - 0 | Cruzeiro             | Maracaná          | 3 de octubre | 21:30 | SporTV       |
| Grêmio               | 3 - 1 | Fortaleza            | Arena do Grêmio   | 4 de octubre | 21:30 | Premiere     |
| Athletico Paranaense | 0 - 1 | Botafogo             | Ligga Arena       | 5 de octubre | 16:30 | Rede Furacão |
| Atlético Mineiro     | 2 - 2 | Vitória              | Arena MRV         | 5 de octubre | 16:30 | TV Globo     |
| RB Bragantino        | 0 - 0 | Palmeiras            | Nabi Abi Chedid   | 5 de octubre | 16:30 | TV Globo     |
| Bahia                | 0 - 2 | Flamengo             | Arena Fonte Nova  | 5 de octubre | 19:00 | Premiere     |
| Cuiabá               | 2 - 0 | São Paulo            | Arena Pantanal    | 5 de octubre | 19:00 | Premiere     |
| Corinthians          | 2 - 2 | Internacional        | Neo Química Arena | 5 de octubre | 19:00 | Premiere     |
| Vasco da Gama        | 1 - 1 | Juventude            | São Januário      | 5 de octubre | 21:00 | SporTV       |

| São Paulo            | 3 - 0 | Vasco da Gama        | Brinco de Ouro da Princesa | 16 de octubre | 21:45 | TV Globo |
| Fortaleza            | 1 - 1 | Atlético Mineiro     | Castelão                   | 16 de octubre | 21:45 | TV Globo |
| Corinthians          | 5 - 2 | Athletico Paranaense | Neo Química Arena          | 17 de octubre | 20:00 | Premiere |
| Flamengo             | 0 - 2 | Fluminense           | Maracaná                   | 17 de octubre | 20:00 | Premiere |
| Atlético Goinaniense | 0 - 0 | Cuiabá               | Antônio Accioly            | 18 de octubre | 19:00 | Premiere |
| Botafogo             | 1 - 1 | Criciúma             | Maracaná                   | 18 de octubre | 20:00 | Premiere |
| Cruzeiro             | 1 - 1 | Bahia                | Mineirão                   | 18 de octubre | 21:30 | SporTV   |
| Internacional        | 1 - 0 | Grêmio               | Beira-Rio                  | 19 de octubre | 16:00 | Premiere |
| Vitória              | 1 - 0 | RB Bragantino        | Barradão                   | 19 de octubre | 16:00 | Premiere |
| Juventude            | 3 - 5 | Palmeiras            | Alfredo Jaconi             | 20 de octubre | 20:00 | SporTV   |

| Palmeiras            | 2 - 2 | Fortaleza            | Allianz Parque  | 26 de octubre | 16:30 | TV Globo     |
| Flamengo             | 4 - 2 | Juventude            | Maracaná        | 26 de octubre | 16:30 | TV Globo     |
| Grêmio               | 3 - 1 | Atlético Goinaniense | Arena do Grêmio | 26 de octubre | 16:30 | TV Globo     |
| Vitória              | 2 - 1 | Fluminense           | Barradão        | 26 de octubre | 16:30 | TV Globo     |
| Athletico Paranaense | 3 - 0 | Cruzeiro             | Ligga Arena     | 26 de octubre | 18:30 | Rede Furacão |
| RB Bragantino        | 0 - 1 | Botafogo             | Nabi Abi Chedid | 26 de octubre | 19:00 | Premiere     |
| Atlético Mineiro     | 1 - 3 | Internacional        | Arena MRV       | 26 de octubre | 19:00 | Premiere     |
| Criciúma             | 1 - 1 | São Paulo            | Heriberto Hülse | 26 de octubre | 21:00 | SporTV       |
| Cuiabá               | 0 - 1 | Corinthians          | Arena Pantanal  | 28 de octubre | 19:00 | Premiere     |
| Vasco da Gama        | 3 - 2 | Bahia                | São Januário    | 28 de octubre | 21:00 | SporTV       |

| Fluminense           | 2 - 2 | Grêmio           | Maracaná          | 1 de noviembre | 21:00 | SporTV       |
| RB Bragantino        | 0 - 0 | Cuiabá           | Nabi Abi Chedid   | 2 de noviembre | 16:00 | Premiere     |
| Juventude            | 0 - 3 | Fortaleza        | Alfredo Jaconi    | 2 de noviembre | 18:30 | Premiere     |
| Athletico Paranaense | 1 - 2 | Vitória          | Ligga Arena       | 2 de noviembre | 18:30 | Rede Furacão |
| Corinthians          | 2 - 0 | Palmeiras        | Neo Química Arena | 4 de noviembre | 20:00 | SporTV       |
| Bahia                | 0 - 3 | São Paulo        | Arena Fonte Nova  | 5 de noviembre | 21:30 | TV Globo     |
| Internacional        | 2 - 0 | Criciúma         | Beira-Rio         | 5 de noviembre | 21:30 | TV Globo     |
| Botafogo             | 3 - 0 | Vasco da Gama    | Nilton Santos     | 5 de noviembre | 21:30 | TV Globo     |
| Cruzeiro             | 0 - 1 | Flamengo         | Mineirão          | 6 de noviembre | 21:00 | Premiere     |
| Atlético Goinaniense | 1 - 0 | Atlético Mineiro | Antônio Accioly   | 6 de noviembre | 21:00 | Premiere     |

| Internacional       | 2 - 0 | Fluminense           | Beira-Rio       | 8 de noviembre  | 19:00 | Premiere |
| Palmeiras           | 1 - 0 | Grêmio               | Allianz Parque  | 8 de noviembre  | 21:30 | SporTV   |
| Vitória             | 1 - 2 | Corinthians          | Barradão        | 9 de noviembre  | 16:30 | TV Globo |
| Botafogo            | 0 - 0 | Cuiabá               | Nilton Santos   | 9 de noviembre  | 16:30 | TV Globo |
| Cruzeiro            | 2 - 1 | Criciúma             | Mineirão        | 9 de noviembre  | 19:00 | Premiere |
| Fortaleza           | 3 - 0 | Vasco da Gama        | Castelão        | 9 de noviembre  | 19:00 | Premiere |
| Atlético Goianiense | 0 - 0 | RB Bragantino        | Antônio Accioly | 9 de noviembre  | 19:00 | Premiere |
| Juventude           | 2 - 1 | Bahia                | Alfredo Jaconi  | 9 de noviembre  | 19:00 | Premiere |
| São Paulo           | 2 - 1 | Athletico Paranaense | Morumbi         | 9 de noviembre  | 21:00 | SporTV   |
| Flamengo            | 0 - 0 | Atlético Mineiro     | Maracaná        | 13 de noviembre | 20:00 | Premiere |

| Corinthians          | 2 - 1 | Cruzeiro            | Neo Química Arena | 20 de noviembre | 11:00 | Premiere     |
| RB Bragantino        | 1 - 1 | São Paulo           | Nabi Abi Chedid   | 20 de noviembre | 16:30 | Premiere     |
| Athletico Paranaense | 2 - 0 | Atlético Goianiense | Ligga Arena       | 20 de noviembre | 16:30 | Rede Furacão |
| Criciúma             | 0 - 1 | Vitória             | Heriberto Hülse   | 20 de noviembre | 16:30 | Premiere     |
| Bahia                | 1 - 2 | Palmeiras           | Arena Fonte Nova  | 20 de noviembre | 18:00 | Premiere     |
| Grêmio               | 2 - 2 | Juventude           | Arena do Grêmio   | 20 de noviembre | 19:00 | Premiere     |
| Cuiabá               | 1 - 2 | Flamengo            | Arena Pantanal    | 20 de noviembre | 19:00 | Premiere     |
| Atlético Mineiro     | 0 - 0 | Botafogo            | Independência     | 20 de noviembre | 21:30 | SporTV       |
| Vasco da Gama        | 0 - 1 | Internacional       | São Januário      | 21 de noviembre | 20:00 | Premiere     |
| Fluminense           | 2 - 2 | Fortaleza           | Maracaná          | 22 de noviembre | 21:30 | SporTV       |

| Juventude           | 1 - 1 | Cuiabá               | Alfredo Jaconi    | 23 de noviembre | 19:30 | Premiere |
| Botafogo            | 1 - 1 | Vitória              | Nilton Santos     | 23 de noviembre | 19:30 | Premiere |
| Atlético Goianiense | 0 - 1 | Palmeiras            | Antônio Accioly   | 23 de noviembre | 19:30 | Premiere |
| São Paulo           | 2 - 2 | Atlético Mineiro     | Morumbi           | 23 de noviembre | 21:30 | SporTV   |
| Corinthians         | 3 - 1 | Vasco da Gama        | Neo Química Arena | 24 de noviembre | 16:00 | TV Globo |
| Internacional       | 4 - 1 | RB Bragantino        | Beira-Rio         | 24 de noviembre | 16:00 | TV Globo |
| Bahia               | 1 - 1 | Athletico Paranaense | Arena Fonte Nova  | 24 de noviembre | 16:00 | TV Globo |
| Fluminense          | 0 - 0 | Criciúma             | Maracaná          | 26 de noviembre | 19:00 | Premiere |
| Fortaleza           | 0 - 0 | Flamengo             | Castelão          | 26 de noviembre | 20:00 | Premiere |
| Cruzeiro            | 1 - 1 | Grêmio               | Mineirão          | 27 de noviembre | 21:00 | SporTV   |

| Palmeiras            | 1 - 3 | Botafogo            | Allianz Parque  | 26 de noviembre | 21:30 | TV Globo     |
| Atlético Mineiro     | 2 - 3 | Juventude           | Independência   | 26 de noviembre | 21:30 | Premiere     |
| Criciúma             | 2 - 4 | Corinthians         | Heriberto Hülse | 30 de noviembre | 19:30 | Premiere     |
| Cuiabá               | 1 - 2 | Bahia               | Arena Pantanal  | 30 de noviembre | 19:30 | Premiere     |
| Vasco da Gama        | 2 - 2 | Atlético Goianiense | São Januário    | 30 de noviembre | 21:30 | SporTV       |
| Grêmio               | 2 - 1 | São Paulo           | Arena do Grêmio | 1 de diciembre  | 16:00 | TV Globo     |
| Flamengo             | 3 - 2 | Internacional       | Maracaná        | 1 de diciembre  | 16:00 | TV Globo     |
| RB Bragantino        | 1 - 1 | Cruzeiro            | Nabi Abi Chedid | 1 de diciembre  | 18:30 | Premiere     |
| Athletico Paranaense | 1 - 1 | Fluminense          | Ligga Arena     | 1 de diciembre  | 18:30 | Rede Furacão |
| Vitória              | 2 - 0 | Fortaleza           | Barradão        | 1 de diciembre  | 18:30 | SporTV       |

| Corinthians          | 3 - 0 | Bahia            | Neo Química Arena | 3 de diciembre | 20:00 | Premiere     |
| Vasco da Gama        | 2 - 0 | Atlético Mineiro | São Januário      | 4 de diciembre | 19:00 | Premiere     |
| Vitória              | 1 - 1 | Grêmio           | Barradão          | 4 de diciembre | 20:00 | Premiere     |
| Criciúma             | 0 - 3 | Flamengo         | Heriberto Hülse   | 4 de diciembre | 20:00 | Premiere     |
| São Paulo            | 1 - 2 | Juventude        | Morumbi           | 4 de diciembre | 20:00 | Premiere     |
| Atlético Goianiense  | 3 - 1 | Fortaleza        | Antônio Accioly   | 4 de diciembre | 21:30 | TV Globo     |
| Internacional        | 0 - 1 | Botafogo         | Beira-Rio         | 4 de diciembre | 21:30 | TV Globo     |
| Cruzeiro             | 1 - 2 | Palmeiras        | Mineirão          | 4 de diciembre | 21:30 | TV Globo     |
| Fluminense           | 1 - 0 | Cuiabá           | Maracaná          | 5 de diciembre | 20:00 | SporTV       |
| Athletico Paranaense | 1 - 2 | RB Bragantino    | Ligga Arena       | 5 de diciembre | 20:00 | Rede Furacão |

| Botafogo (C)     | 2 - 1 | São Paulo            | Nilton Santos    | 8 de diciembre | 16:00 | TV Globo |
| Palmeiras        | 0 - 1 | Fluminense           | Allianz Parque   | 8 de diciembre | 16:00 | TV Globo |
| Atlético Mineiro | 1 - 0 | Athletico Paranaense | Independência    | 8 de diciembre | 16:00 | TV Globo |
| Flamengo         | 2 - 2 | Vitória              | Maracaná         | 8 de diciembre | 16:00 | Premiere |
| Fortaleza        | 3 - 0 | Internacional        | Castelão         | 8 de diciembre | 16:00 | Premiere |
| Juventude        | 0 - 1 | Cruzeiro             | Alfredo Jaconi   | 8 de diciembre | 16:00 | Premiere |
| Bahia            | 2 - 0 | Atlético Goianiense  | Arena Fonte Nova | 8 de diciembre | 16:00 | Premiere |
| RB Bragantino    | 5 - 1 | Criciúma             | Nabi Abi Chedid  | 8 de diciembre | 16:00 | Premiere |
| Cuiabá           | 1 - 2 | Vasco da Gama        | Arena Pantanal   | 8 de diciembre | 16:00 | Premiere |
| Grêmio           | 0 - 3 | Corinthians          | Arena do Grêmio  | 8 de diciembre | 16:00 | Premiere |

## Goleadores
- Actualizado al 8 de diciembre de 2024.

| Jugador         | Equipo        | Goles | Partidos |
| --------------- | ------------- | ----- | -------- |
| Yuri Alberto    | Corinthians   | 15    | 29       |
| Alerrandro      | Vitória       | 15    | 34       |
| Estêvão Willian | Palmeiras     | 13    | 31       |
| Pablo Vegetti   | Vasco da Gama | 12    | 35       |
| Pedro           | Flamengo      | 11    | 21       |
| Luciano         | São Paulo     | 11    | 31       |
| Wesley          | Internacional | 11    | 33       |
| Raphael Veiga   | Palmeiras     | 11    | 34       |

## Premios

### Mensuales
| Mes       | Jugador del mes    | Jugador del mes  | Arquero del mes | Arquero del mes      | Juvenil del mes  | Juvenil del mes  |
| Mes       | Jugador            | Equipo           | Jugador         | Equipo               | Jugador          | Equipo           |
| --------- | ------------------ | ---------------- | --------------- | -------------------- | ---------------- | ---------------- |
| Abril     | Gustavo Scarpa     | Atlético Mineiro | Bento           | Athletico Paranaense | Mateo Ponte      | Botafogo         |
| Mayo      | Nicolás de la Cruz | Flamengo         | Bento           | Athletico Paranaense | Alisson Santana  | Atlético Mineiro |
| Junio     | Pedro              | Flamengo         | Weverton        | Palmeiras            | Kaiki            | Cruzeiro         |
| Julio     | Pedro              | Flamengo         | João Ricardo    | Fortaleza            | Matheus Carvalho | Vasco da Gama    |
| Agosto    | Luiz Henrique      | Botafogo         | Hugo Souza      | Corinthians          | Estevão          | Palmeiras        |
| Setiembre | Alan Patrick       | Internacional    | Weverton        | Palmeiras            | Igor Jesus       | Botafogo         |
| Octubre   | Gerson             | Flamengo         | Hugo Souza      | Corinthians          | Luiz Henrique    | Botafogo         |
| Noviembre | Yuri Alberto       | Corinthians      | John            | Botafogo             | Wesley           | Flamengo         |

## Fichajes

### Mercado de verano
| Jugador          | Destino     | Origen              | Precio (€) | Ref.   |
| ---------------- | ----------- | ------------------- | ---------- | ------ |
| Aníbal Moreno    | Palmeiras   | Racing              | 6.450.000  | [ 61 ] |
| Damián Bobadilla | São Paulo   | Cerro Porteño       | 2.700.000  | [ 62 ] |
| Eduardo Santos   | Bragantino  | Slavia Praga        | 1.200.000  | [ 63 ] |
| Rodrigo Garro    | Corinthians | Talleres de Córdoba | 5.000.000  | [ 64 ] |
| Antônio Carlos   | Fluminense  | Orlando City        | 450.000    | [ 65 ] |

| Datos actualizados a 21 de diciembre de 2023. Fuentes: |